# Vassili Iakovlev
Vassili Nikolaïevitch Iakovlev (Васи́лий Никола́евич Я́ковлев), né à Moscou le 2/14 janvier 1893 et mort le 29 juin 1953 à Moscou, est un peintre et restaurateur de tableaux russe et soviétique, nommé Artiste du peuple de la RSFSR en 1943 et lauréat de deux prix Staline (1943 et 1949).

## Biographie
Iakovlev naît dans une famille riche de la classe des marchands. En 1911, il étudie à la faculté de physique et de mathématiques de l'Université impériale de Moscou, tout en fréquentant l'atelier de Vassili Mechkov. Entre 1914 et 1917, il étudie à l' École de peinture, de sculpture et d'architecture de Moscou (auprès de Constantin Korovine, Abram Arkhipov, Sergueï Malioutine, etc.). Il enseigne aux Vkhoutemas (1918-1922), à l'Institut d'architecture de Moscou (1934-1936), à l'Institut d'art Sourikov de Moscou (МГАХИ) (1948-1950). Il est membre de l'Association des artistes de la Russie révolutionnaire dès 1922. Il est membre de l'Académie des beaux-arts d'URSS en 1947. Dans les années 1920, il est invité à Sorrente chez Maxime Gorki. Il travaille en tant que restaurateur de tableaux de 1926 à 1923 au Musée Pouchkine de Moscou, et dirige l'atelier de restauration à partir de 1939. Il est peintre principal de la VSKhV (1938-1939; 1949-1950). En 1952, il restaure avec Pavel Sokolov-Skalia le panorama du siège de Sébastopol de Franz Roubaud. Les tableaux de Iakovlev sont réputés pour leur composition ample et leur précision technique.
Iakovlev meurt le 29 juin 1953 et est enterré au cimetière Novodievitchi de Moscou (division 2).

## Quelques œuvres
- Poissons de la mer de Barents (1931-1934)
- Bacchanales (1934)
- La Harpiste Doulova
- les Mineurs écrivent au rédacteur de la Grande Constitution (1937)
- Prière patriotique du 22 juin 1942 à Moscou (1942-1944)[2]
- Le Maréchal Joukov (1945-1946)
- La Controverse sur l'art (1946)
- Le Retour de la chasse (1948)

## Publications
- «Моё призвание» (1963) [Ma vocation]
- «О живописи» (1951) [Sur la peinture]
- «О великих русских художниках» (1952; 2-е изд., 1962) [À propos des grands peintres russes]
- «Василий Никитич Мешков» (1952) [Vassili Nikititch Mechkov]
- «Художники, реставраторы, антиквары» (1966) [Peintres, restaurateurs, antiquaires]

## Distinctions
- Prix Staline de première classe (1943), pour le portrait Le Héros de l'Union soviétique Iakovlev (1941) et pour le tableau Le Partisan (1942)
- Prix Staline de 2e classe (1949) pour le tableau Le Bétail du kolkhoze (1948)
- Artiste du peuple de la RSFSR (1943)
- Ordre de Lénine  et médailles.